# Clarence Gamble
Clarence Oliver Gamble (n. 16 de agosto de 1881 - f. 13 de junio de 1952) fue un jugador de tenis estadounidense que compitió en los Juegos Olímpicos de 1904 en San Luis.
Gamble ganó la medalla de bronce olímpica en tenis en los Juegos Olímpicos de 1904 en San Luis. Llegó tercero en el torneo de dobles con Arthur Wear. En las semifinales perdieron ante los ganadores de la medalla de oro Beals Wright y Edgar Leonard con el resultado 1-6, 2-6.